# Denny Hulme
Denis Clive 'Denny' Hulme (Nelson, 18 juni 1936 – Bathurst, Australië, 4 oktober 1992) was een Formule 1-coureur uit Nieuw-Zeeland. Hij werd in 1967 wereldkampioen en won 8 Formule 1 grand-prix van zijn 112 races. Hij won ook 2 keer het Can-Am kampioenschap.

## Loopbaan
Denny Hulme starte zijn race carrière met hill-climbs in Nieuw-Zeeland en na een paar geweldige resultaten hierin kocht hij zichzelf een Formule 2 auto en ging naar Europa door de Nieuw-Zeelandse race bond en reed hier mee in het Formule 1 kampioenschap van Italië en van Groot-Brittannië. Hij deed het goed in het formule 2 kampioenschap van Italië waar hij 1 race won en bij 4 races op het podium stond maar een 3de plaats in het kampioenschap was niet iets waar de pers over sprook en de resultaten in het Britse Formule 2 kampioenschap waren niet slecht maar ook niet super en de pers had het alleen maar over andere Nieuw-Zeelandse coureur Bruce Mclaren.
Hierdoor werd hij niet meer gesteund door door de Nieuw-Zeelandse race bond en ging hij terug naar Nieuw-Zeeland. Daar ging hij meedoen aan het Nieuw-Zeeland Gold Star kampioenschap. Hij wint dit kampioenschap en wordt op gemerkt door het team van Jack Brabham. Hij geeft hem een auto en Hulme gaat terug racen in Europa. Hij doet in 1962 en 1963 mee aan het Brits Formula Junior kampioenschap en wint 6 races in 2 jaar. Hij wint het kampioenschap niet maar wordt wel 2 keer 2de en heeft een best goede indruk achter gelaten.
In 1964 doet hij terug mee aan het Britse Formule 2 kampioenschap en het Franse Formule 2 kampioenschap. Hij wint geen race in het Britse Formule 2 kampioenschap maar hij is wel heel consistent en wordt 4de in de stand. Het Franse Formule 2 kampioenschap was voor Hulme een geweldig kampioenschap, hij wint een race en eindigt 2de in de stand alleen achter Jack Brabham(die al 2 keer Formule 1 wereldkampioen was). Hij verslaat Jim Clark, Jackie Steward, Jochen Rindt en nog veel super goede coureurs.
In 1965 mag hij voor het eerst meerijden in de Formule 1 en hij scoort zijn eerste punten in de Grote Prijs van Frankrijk. Hij rijd dit jaar bij Brabham en hij doet ook nu weer mee aan het Britse Formule 2 kampioenschap en het Franse Formule 2 kampioenschap waar hij opnieuw goede resultaten Behaald. In 1966 komt zijn doorbraak in de Formule 1 met zijn eerste podium, opnieuw in Frankrijk. Er volgen ook Podiums in Engeland, Italië en Mexico. Hierdoor eindigt hij het jaar 4de in de stand. Zijn teamgenoot Jack Brabham wordt dit jaar wel wereldkampioen.
1967 begint hij met een 4de plaats in Zuid-Afrika maar de Race in Monaco weet hij te winnen. Hij schiet hierdoor naar 1ste in het kampioenschap. Hij wordt 3de in Nederland en behoud zijn leiding over Pedro Rodríguez maar Jim Clark en Jack Brabham komen dichterbij. In België heeft hij motorproblemen maar dit geld ook voor Rodríguez en Brabham dus hij blijft leider. In Frankrijk wint Brabham maar omdat Hulme 2de wordt leid hij nog steeds met 6 punten. En iets wat Hulme al eerder in zijn carrière had geholpen, consistentie, hielp hem weer. Hij werd 2de in Groot-Brittannië, won in Duitsland en hij behaalden nog 2 podiums maakte dat hij met 5 punten voor Brabham naar de laatste race in Mexico kon gaan. Hierdoor moest Hulme een 4de plaats behalen en dan was hij kampioen. Brabham moest winnen met Hulme lager dan 4de. Brabham eindigde 2de en Hulme 3de wat Hulme wereldkampioen van 1967 maakte. Hij reedt dit jaar ook in Can-Am en hier reed die met een Mclaren. Hij won 3 races maar Bruce Mclaren kon met 3 punten meer hem verslaan voor de titel.
In 1968 ging hij weg bij het team van Brabham en ging hij naar het team van mede Nieuw-Zeelandse coureur, Bruce Mclaren. Zijn McLaren stint begon goed met 3 punt finishes en 1 podium in Spanje. Hij is weer consistent maar de en haalt weer punten in Frankrijk en het Verenigd Koninkrijk. Hij haalde de finish wel niet in België en Nederland. Door weinig podiums en goede vorm van Hill staat hij na de Duitse Grand prix 15 punten achter. Maar Hulme laat niet zomaar het kampioenschap gaan en wint in Italië. Zijn 2 grootste concurrenten Graham Hill en Jackie Steward de finish niet halen is het kampioenschap terug open. Het kampioenschap wordt in Canada nog spannender want Hulme wint deze en Hill word pas 4de waarddoor zij alle bij 33 punten hadden na de race. In de US grand prix crasht hij. Graham Hill wordt 2de en Steward wint. Hij heeft 6 punten achterstand op Hill dus hij moet winnen in Mexico maar ook deze race kan hij niet uitrijden. Hij eindigt 3de achter Hill, die wereldkampioen is van 1968, en Jackie Steward. Hij won dit jaar met 3 overwinningen het Can-Am kampioenschap.
1969 is minder, hij behaald punten in de eerste 4 races met 1 podium maar dan zijn er 6 races zonder score en hij maakt in de laatste race geen kans meer. De laatste race kan hij wel nog op een verassende manier winnen. Zijn teamgenoot Bruce Mclaren behaald 3 podiums en eindigt 3de voor Hulme. Hij deed ook opnieuw mee aan Can-Am en hier won hij 5 races maar Bruce Mclaren was kampioen. In 1970  begint hij met een podium en ook Bruce Mclaren haalt een podium in de eerste 3 races maar dan slaat het nood lot toe, Bruce Mclaren crasht tijdens het testen van een Can-am bolide en hij overleed op 32 jarige leeftijd. Hulme rijdt 2 races niet mee omdat hij geschokt is maar in Frankrijk komt hij terug. Hulme en Mclaren waren best goede vrienden geworden. Hij haalt nog 3 podiums en wordt 4de. Hoewel dit geen slecht resultaat is was 1970 een slecht jaar. Omdat Mclaren dood was kon Hulme makkelijk voor de 2de keer het Can-Am kampioenschap winnen.
In 1971 stelt McLaren minder voor de auto is niet snel en ze hadden maar 1 full-time coureur. Hulme wordt 13e. Ook in Can-Am kan hij niet winnen, hij wordt 2de achter Peter Revson. Hulme blijf toch bij McLaren voor 1972. Hij bewijs dit jaar dat hij nog steeds in top vorm is, Hulme wint een race eb staat na de eerste 2 races eerste in het kampioenschap hij geeft deze 2 races later wel terug af aan Emerson Fittipaldi die het kampioenschap leidt voor de rest van het jaar en wereldkampioen wordt. Hulme haalt nog veel podiums (7 in heel het 1972 seizoen) en wordt hierdoor 3de. Jackie Steward die 4 races wint staat nog voor hem en wordt 2de. Hulme finisht opnieuw 2de in Can-Am.
Denny behaalt nog een winst in 1973 en een verassende in 1974 maar hij kan nooit meedoen voor de titel. Hij  stopte na 1974 met het rijden in de F1. Hulme stond bekend als 'Denny The Bear', was fysiek sterk, maar in 1992 kreeg hij tijdens een sportwagenrace in het Australische Bathurst plotseling een hartaanval. Hij kon de wagen nog naar de kant sturen, maar overleed ter plaatse.
Hulme was een Formule 1 legende, met 1 kampioenschap 8 overwinningen en 33 podiums is hij een van de beste van zijn tijd. Hij deed ook super goed in Can-Am en in deze series behaalde hij de meeste overwinningen ooit.

## Formule 1 resultaten
| Seizoen | Team    | Chassis | Races | Over- winningen | Pole Positions | Podiums | Punten | Rang |
| ------- | ------- | ------- | ----- | --------------- | -------------- | ------- | ------ | ---- |
| 1965    | Brabham | BT11    | 6     | 0               | 0              | 0       | 5      | 11   |
| 1966    | Brabham | BT20    | 9     | 0               | 0              | 4       | 18     | 4    |
| 1967    | Brabham | BT24    | 11    | 2               | 0              | 8       | 51     | 1    |
| 1968    | McLaren | M7A     | 12    | 2               | 0              | 3       | 33     | 3    |
| 1969    | McLaren | M7A     | 11    | 1               | 0              | 2       | 20     | 6    |
| 1970    | McLaren | M14A    | 11    | 0               | 0              | 4       | 27     | 4    |
| 1971    | McLaren | M19A    | 10    | 0               | 0              | 0       | 9      | 13   |
| 1972    | McLaren | M19C    | 12    | 1               | 0              | 7       | 39     | 3    |
| 1973    | McLaren | M23     | 15    | 1               | 1              | 3       | 26     | 6    |
| 1974    | McLaren | M23     | 15    | 1               | 0              | 2       | 20     | 7    |

### Overwinningen
| Nr. | Grand Prix                 | Jaar | Team    |
| --- | -------------------------- | ---- | ------- |
| 1   | Grand Prix van Monaco      | 1967 | Brabham |
| 2   | Grand Prix van Duitsland   | 1967 | Brabham |
| 3   | Grand Prix van Italië      | 1968 | McLaren |
| 4   | Grand Prix van Canada      | 1968 | McLaren |
| 5   | Grand Prix van Mexico      | 1969 | McLaren |
| 6   | Grand Prix van Zuid-Afrika | 1972 | McLaren |
| 7   | Grand Prix van Zweden      | 1973 | McLaren |
| 8   | Grand Prix van Argentinië  | 1974 | McLaren |